# 공무원저널
공무원저널은 대한민국에서 매월 발행되는 월간잡지로 <(주)퍼블릭뉴스>에서 발행한다.